# Даниелян, Самвел Владимирович
Самвел Владимирович Даниелян (род. 4 февраля 1971, Баку) — советский и российский борец греко-римского стиля, тренер, трёхкратный чемпион России (1992, 1993, 1999), чемпион Европы (1999), обладатель Кубка мира (1991), чемпион мира (1995). Заслуженный мастер спорта России (1997).

## Биография
Родился 4 февраля 1971 года в Баку.
Начал заниматься греко-римской борьбой в 1978 году под руководством Феликса Авакова и заслуженного тренера СССР Эдуарда Каспарова. С 1987 года входил в юниорскую сборную СССР, становился чемпионом СССР, чемпионом Европы и мира в возрастной категории до 18 лет. В 1989 году из-за начала Карабахского конфликта переехал в Краснодар, а в дальнейшем в Ростов-на-Дону, где продолжил заниматься борьбой под руководством Петра Чинибалаянца. В 1991 году привлекался в сборную СССР, становился обладателем Кубка мира.
С 1992 по 2001 год Самвел Даниелян входил в состав сборной России. В 1995 году выиграл чемпионат мира, а в 1999 году — чемпионат Европы, был участником Олимпийских игр в Атланте (1996). В 2001 году завершил свою спортивную карьеру. В марте 2008 года переехал в Москву, работает тренером в СДЮШОР № 64 при Дворце борьбы имени Ивана Ярыгина.